# Кінга Бота
Кінга Бота (22 серпня 1977 , Будапешт ) — угорська веслувальниця на байдарках, срібна призерка Олімпійських ігор, десятиразова чемпіонка світу.

## Біографія
Кінга Бота народилася 22 серпня 1977 року у Будапешті. Активно займатися веслуванням розпочала з раннього дитинства, проходила підготовку у столичному спортивному клубі Tiszaújváros Vízisport Egyesület.
Першого серйозного успіху на дорослому міжнародному рівні досягла в 1997 році, коли потрапила до основного складу угорської національної збірної і побувала на відновленому чемпіонаті Європи в болгарському Пловдиві, звідки привезла бронзову медаль в одиночках на дистанції 1000 метрів. Через два роки вперше стала чемпіонкою Європи і дебютувала на чемпіонаті світу,де виграла бронзу в двійках на дистанції 1000 метрів.
У 2001 році почала виступати із Сільвією Сабо у двійках, а також замінила Ріту Кьобан у четвірці. На чемпіонаті світу в польській Познані Бота здобула перемогу у всіх трьох дисциплінах, у яких брала участь: у двійках на 500 метрів, четвірках на 500 та 1000 метрів. У наступному сезоні на чемпіонаті світу в іспанській Севільї здобула перемогу у всіх чотирьох дисциплінах, у яких брала участь: двійках на 500 та 1000 метрів, та четвірках на 200 та 500 метрів. У 2003 році в американському Гейнсвіллі була найкращою у трьох дисциплінах: у двійках на 500 метрів, четвірках на 200 та 500 метрів.
На Олімпійські ігри 2004 року в Афінах виступила лише у складі четвірки разом з Каталіною Ковач, Ержебет Віскі та Сільвією Сабо, здобувши срібну медаль. Будучи у статусі чинної триразової чемпіонки світу в байдарках-двійках на дистанції 500 метрів, мала усі шанси виступити у цій дисципліні на Олімпійських іграх, але її екіпаж із Сільвією Сабо програв внутрішній відбір екіпажу Ковач/Янич, які у підсумку стали олімпійськими чемпіонками.
Після афінської Олімпіади Сільвія Сабо залишилася у складі угорської національної збірної та продовжила брати участь у найбільших міжнародних регатах. Так, у 2005 році вона виступила на світовій першості в хорватському Загребі, де виграла бронзову медаль у четвірках на дистанції 500 метрів та золоту медаль на дистанції 1000 метрів, таким чином ставши десятиразовою чемпіонкою світу. Незабаром після закінчення цих змагань ухвалила рішення завершити спортивну кар'єру.

## Виступи на Олімпійських іграх
| Олімпіада  | Дисципліна                    | Місце |
| ---------- | ----------------------------- | ----- |
| Афіни 2004 | байдарки-четвірки, 500 метрів | 2     |